# Hranča
Hranča (cyr. Хранча) – wieś w Bośni i Hercegowinie, w Republice Serbskiej, w gminie Bratunac. W 2013 roku liczyła 317 mieszkańców.